# Zespół Pieśni i Tańca „Wałbrzych”
Zespół Pieśni i Tańca „Wałbrzych” – rozpoczął działalność w 1952 roku, gdy powstał stu dwudziestoosobowy chór przy Technikum Górniczym im. Wincentego Pstrowskiego w Wałbrzychu, prowadzony przez młodego dyrygenta Józefa Szurko. W 1953 roku wałbrzyski chór zdobywa pierwsze miejsce w I Centralnych Eliminacjach Zespołów Artystycznych Szkół Górniczych, w Domu Hutnika w Chorzowie, a w 1954 roku wygrywa w Okręgowych Eliminacjach Szkolnych Zespołów Artystycznych we Wrocławiu. W 1955 roku chór bierze udział w Centralnym Pokazie Zespołów Artystycznych Szkół Górniczych w Katowicach. W tym samym czasie działa w Technikum Budowy Maszyn Górniczych grupa baletowa, którą w ramach zajęć pozalekcyjnych prowadzi Klara Karina Otto – zespół zdobywa wyróżnienie w eliminacjach.
Na tle dynamicznie rozwijającego się ruchu amatorskiego w Wałbrzychu, w Centralnym Zarządzie Szkolenia Zawodowego Ministerstwa Górnictwa w 1955 roku podjęto decyzję o utworzeniu międzyszkolnego zespołu pieśni i tańca na wzór istniejącego na Górnym Śląsku Zespołu Pieśni i Tańca Technikum Górniczego w Chorzowie. Po załatwieniu spraw finansowych związanych z pracą zespołu oraz zaangażowaniu wykwalifikowanej kadry artystycznej z dniem 1 września 1955 roku rozpoczął działalność „Dolnośląski Zespół Pieśni i Tańca Szkół Górniczych” w Wałbrzychu. Dwustuosobowy zespół powstał z połączenia studwudziestoosobowego chóru, zespołu instrumentalnego oraz zespołu tanecznego. Opiekę nad nim od początku sprawował Zarząd Szkolenia Zawodowego Ministerstwa Górnictwa i Energetyki w Katowicach, poprzez starszego wizytatora Włodzimierza Graba. W pracę artystyczną zespołu niemały wkład włożyli przede wszystkim jego założyciele:
- Franciszek Siemoniak – kierownik zajęć pozalekcyjnych w technikum Górniczym w Wałbrzychu, kierownik organizacyjny zespołu,
- Józef Szurko – chórmistrz, kierownik artystyczny zespołu w latach 1955-1956, ojciec Adama,
- Milena Drabent – choreograf zespołu w latach 1955-1977.

Opiekę nad całością pełnił Józef Wiśniewski – ówczesny dyrektor Technikum Górniczego. W poczet członków oprócz młodzieży górniczej weszły uczennice Szkoły Gastronomicznej, Szkoły Muzycznej, Liceum Pedagogicznego oraz innych szkół wałbrzyskich.

## Kierownicy zespołu
- 1955-1959 Józef Szurko
- 1959-1960 Tadeusz Kiszczak
- 1960-1963 Edward Kusy
- 1963-1967 Jerzy Garbień
- 1967-1968 kierownictwo kolegialne
- 1968-1970 Mieczysław Mocarski
- 1970-1972 Edward Doszla
- 1972-1977 kierownictwo kolegialne w składzie: Milena Drabent, Zuzanna Jarmułowska, Władysław Flis, Renata Krzaczkowska, Antoni Kawalec
- 1978-1983 Jerzy Judyn
- 1983-1990 Michał Klaus
- 1990-2006 Ryszard Wołkowski
- 2006-2008 Grażyna Wołkowska
- 2008-2013 Arkadiusz Simm
- 01-04/2013 Małgorzata Wiłkomirska
- 04/2013-08/2015 Joanna Świątek-Czwojdzińska